# El anciano Simeón

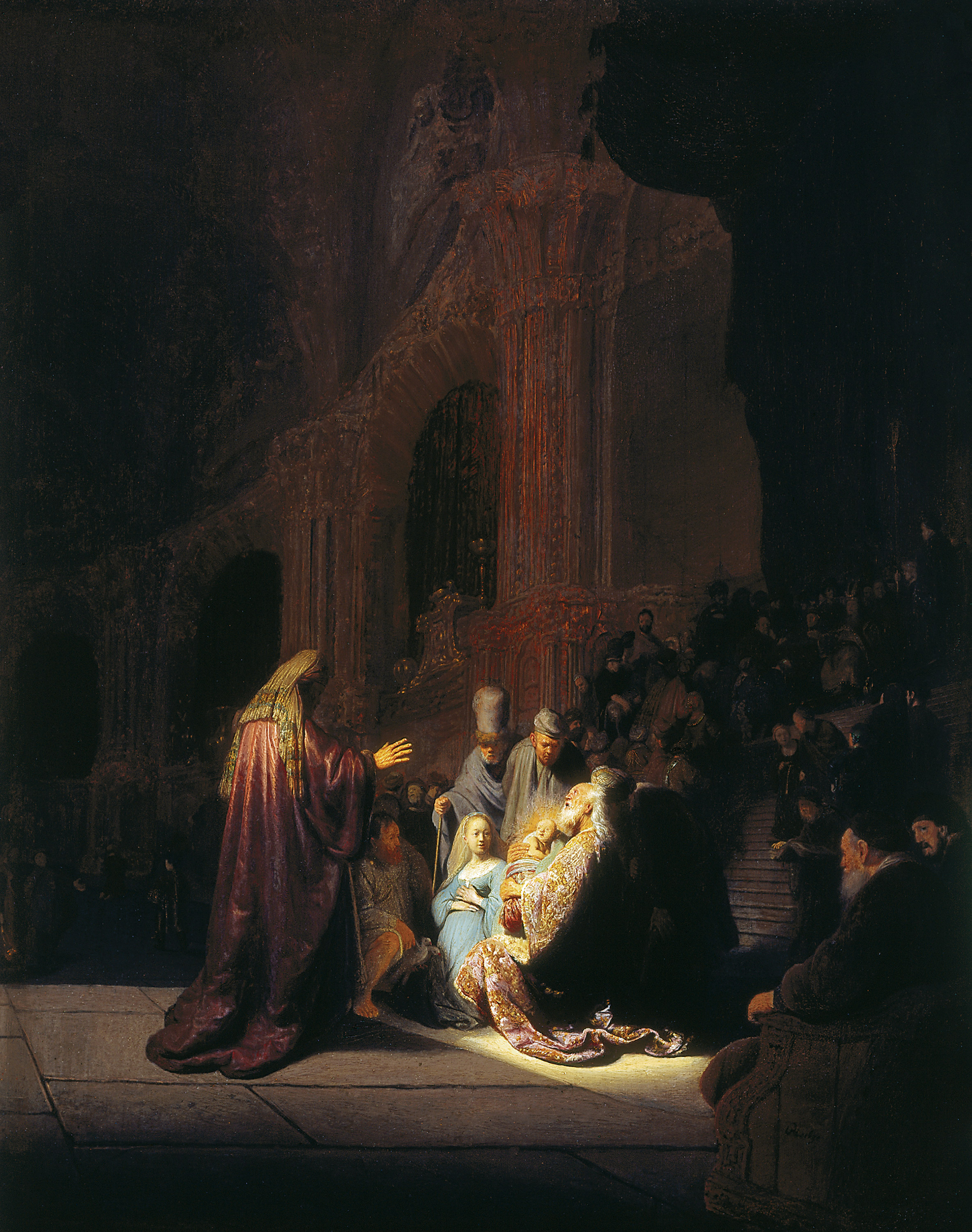
Simeon en el Templo, por Rembrandt van Rijn, 1631

El anciano Simeón en el templo fue un contemporáneo de Jesús de Nazaret. Aparece en el Evangelio según San Lucas (Lc 2, 25 - 35), cuando Jesús, recién nacido, es llevado al Templo de Jerusalén para ser presentado al Señor. Simeón de quien el citado evangelio señala que era «justo y piadoso y esperaba la restauración de Israel» (v. 25), señalándose además que poseía un espíritu profético ya que «le había sido revelado por el Espíritu Santo que no vería la muerte antes de haber visto al Cristo del Señor»(v. 26). 
En algunas tradiciones cristianas, este encuentro se conmemora el 2 de febrero como Fiesta de la Candelaria o, más formalmente, la Presentación del Señor, el Encuentro del Señor o la Purificación de la Virgen. Su profecía se utiliza en el contexto de Nuestra Señora de los Dolores. Simeón es venerado como santo en las tradiciones católica, ortodoxa y ortodoxa oriental. Su festividad se conmemora el 3 de febrero en el Martirologio Romano de la Iglesia católica.[cita requerida]

## Nuevo Testamento
Al entrar Jesús en brazos de sus padres, se acercó al niño y le dedicó su famoso cántico, llamado por la Iglesia Nunc dimittis:

Ahora, Señor, tu promesa está cumplida:
ya puedes dejar que tu siervo muera en paz.
Porque he visto la salvación
que has comenzado a realizar
ante los ojos de todas las naciones,
la luz que alumbrará a los paganos
y que será la honra de tu pueblo Israel.
Lc 2, 29-32

También profetizó a María, la madre de Jesús:

y a ti misma una espada te atravesará el corazón. Así se manifestarán claramente los pensamientos íntimos de muchos
Lc 2, 35

La anterior frase es interpretada por la tradición católica como profecía de la pasión de Cristo presenciada por su madre.
Algunos escritores han identificado a este Simeón con Simón ben Hillel, aunque Hillel no era sacerdote. James F. Driscoll, escribiendo en la Enciclopedia Católica descarta esto como "leyendas poco fiables".

## Tradición cristiana

### Título
- Simeón senex (Simeón el viejo) aparece en algunos textos latinos y hagiografías.[3]
- Simeón anciano en la poesía y la música, incluyendo el himno de la Candelaria "Cuando María fue al templo" de Johannes Eccard (1533-1611).
- Simeón es utilizado por los protestantes.[4]
- Simeón Theodochos (Simeón el que recibe a Dios, Συμεών ο Θεοδόχος) se utiliza en la tradición ortodoxa griega. En la tradición ortodoxa rusa se convierte en Simeón Bogo-priimets (Симеон Богопримец).

### Edad
Según una tradición legendaria de las iglesias ortodoxas orientales y orientales, Simeón había sido uno de los setenta y dos traductores de la Septuaginta. Al dudar sobre la traducción de «Isaías 7:14» (LXX: "He aquí que una virgen concebirá...") e iba a corregirlo a γυνή (mujer), se le apareció un ángel y le dijo que no moriría hasta ver al Cristo nacido de una virgen. Esto le haría tener más de doscientos años en el momento del encuentro descrito en Lucas, y por lo tanto milagrosamente longevo.

### Relatos

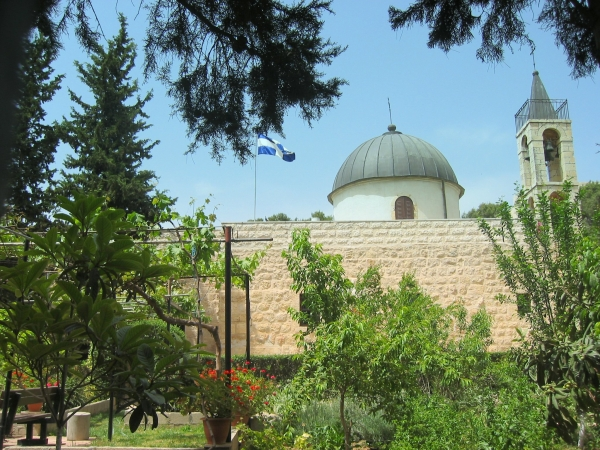
Monasterio de San Simeón, Katamon, Jerusalén

En algún momento entre 565 y 578 el cuerpo que se cree que es el de Simeón, fue trasladado desde Siria (o Jerusalén) a Constantinopla. En algún momento alrededor del Sitio de Constantinopla (1203) las reliquias fueron incautadas y enviadas a Venecia; sin embargo, una tormenta obligó al barco a atracar en el puerto de Zadar en la costa dálmata. Las reliquias se colocaron primero en la Velika Gospa (Iglesia de la Virgen) y después en la Iglesia de San Esteban, que pasó a llamarse Santuario de San Simeón el Portador de Dios. Simeón es uno de los cuatro santos patronos de la ciudad; su fiesta se celebra el 8 de octubre. En octubre de 2010, el arzobispo de Zadar Želimir Puljić entregó un pequeño relicario de plata que contiene una parte de las reliquias del santo al arzobispo Theofylactus de Jordania, en representación del Teófilo III, Patriarca ortodoxo griego de Jerusalén para el monasterio de San Simeón el Portador de Dios en Jerusalén.
La Chiesa di San Simeon Grande de Venecia también afirma tener las reliquias del santo.

## Interpretación de la Iglesia católica
Simeón aparece como un hombre conducido por el Espíritu Santo y, por esa razón, sus palabras son especialmente reveladoras: Jesús es reconocido como el Mesías esperado, «gloria de Israel», pero también «luz y salvación» para todos los hombres. Pero en el plan de Dios será «ruina y resurrección de Israel», y su misión salvadora, «signo de contradicción» en el que algunos tropezarán. De esta manera se incoan el dolor y el gozo que están presentes y mezclados en toda la vida del Señor. Finalmente, «la espada de dolor predicha a María anuncia otra oblación, perfecta y única, la de la Cruz que dará la salvación que Dios ha preparado “ante todos los pueblos”». Por el hecho de dirigirse a María, se entiende más fácilmente la participación de la Virgen en el sacrificio de Cristo, su hijo: «El anuncio de Simeón parece como un segundo anuncio a María, dado que le indica la concreta dimensión histórica en la cual el Hijo cumplirá su misión, es decir en la incomprensión y en el dolor. Si por un lado, este anuncio confirma su fe en el cumplimiento de las promesas divinas de la salvación, por otro, le revela también que deberá vivir en el sufrimiento su obediencia de fe al lado del Salvador que sufre, y que su maternidad será oscura y dolorosa». La Virgen y San José se admiraban al descubrir nuevos aspectos del misterio de su Hijo. Comprenden más claramente que Jesús no sólo es la gloria de su pueblo, sino la salvación de toda la humanidad.

## Celebraciones festivas

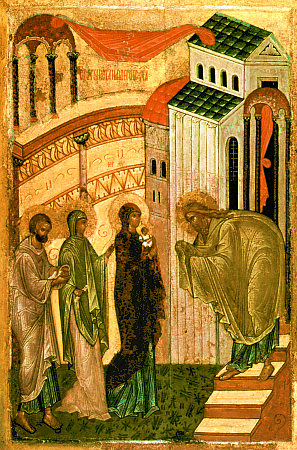
El encuentro con Nuestro Señor (icono ruso del)

Los acontecimientos de la vida de San Simeón el Justo se celebran tanto el 2 como el 3 de febrero.[cita requerida] Las celebraciones del primer día se centran en la conmemoración del acto de María que se somete a un acto de purificación ritual y presenta a Jesús, su hijo, en el Templo, una fiesta conocida como la Presentación de Jesús en el Templo. Como este día se centra más en Jesús y María, la observación del 3 de febrero es específica de San Simeón, a quien se le permitió morir después de ver al Cristo (o Mesías) nacido de una virgen. 

### Fiesta de la Purificación de la Santísima Virgen María
Según los Ley mosaica, la madre que había dado a luz a un hijo varón era considerada impura durante siete días; además debía permanecer durante tres y treinta días "en la sangre de su purificación", lo que hace un total de 40 días. La  Fiesta de la Purificación cristiana corresponde, pues, al día en que María, según la ley judía (véase 12:2-8), debía asistir a una ceremonia de purificación ritual. El Evangelio de Lucas 2:22-39 relata que María fue purificada según la ley religiosa, seguida de la presentación de Jesús en el templo de Jerusalén, y esto explica los nombres formales dados a la fiesta.
En la liturgia de Oración de la tarde en la comunión anglicana, los anglicanos recitan el Nunc dimittis - o lo cantan en Evensong en el cántico conocido como la Canción de Simeón - tradicionalmente, cada tarde. También se utiliza en las Completas de la liturgia de las horas católica y en las Vísperas ortodoxas. El Nunc dimittis ha sido musicalizado por muchos compositores notables, como Rajmáninov (Vigilia de toda la noche).
La fiesta del 2 de febrero suele denominarse Candelas, ya que en honor a la purificación ritual de la Virgen María, velas (de cera de abeja) que se utilizarán durante todo el año se llevan a una iglesia y se bendicen. En la Iglesia católica, la Presentación es el cuarto Misterio Gozoso del  Rosario. En la Iglesia de Inglaterra, la Presentación de Cristo en el Templo es una Fiesta Principal. En la Iglesia Ortodoxa Oriental, es una de las doce Grandes Fiestas.

### Dos de febrero
Esta fiesta tiene varios nombres:

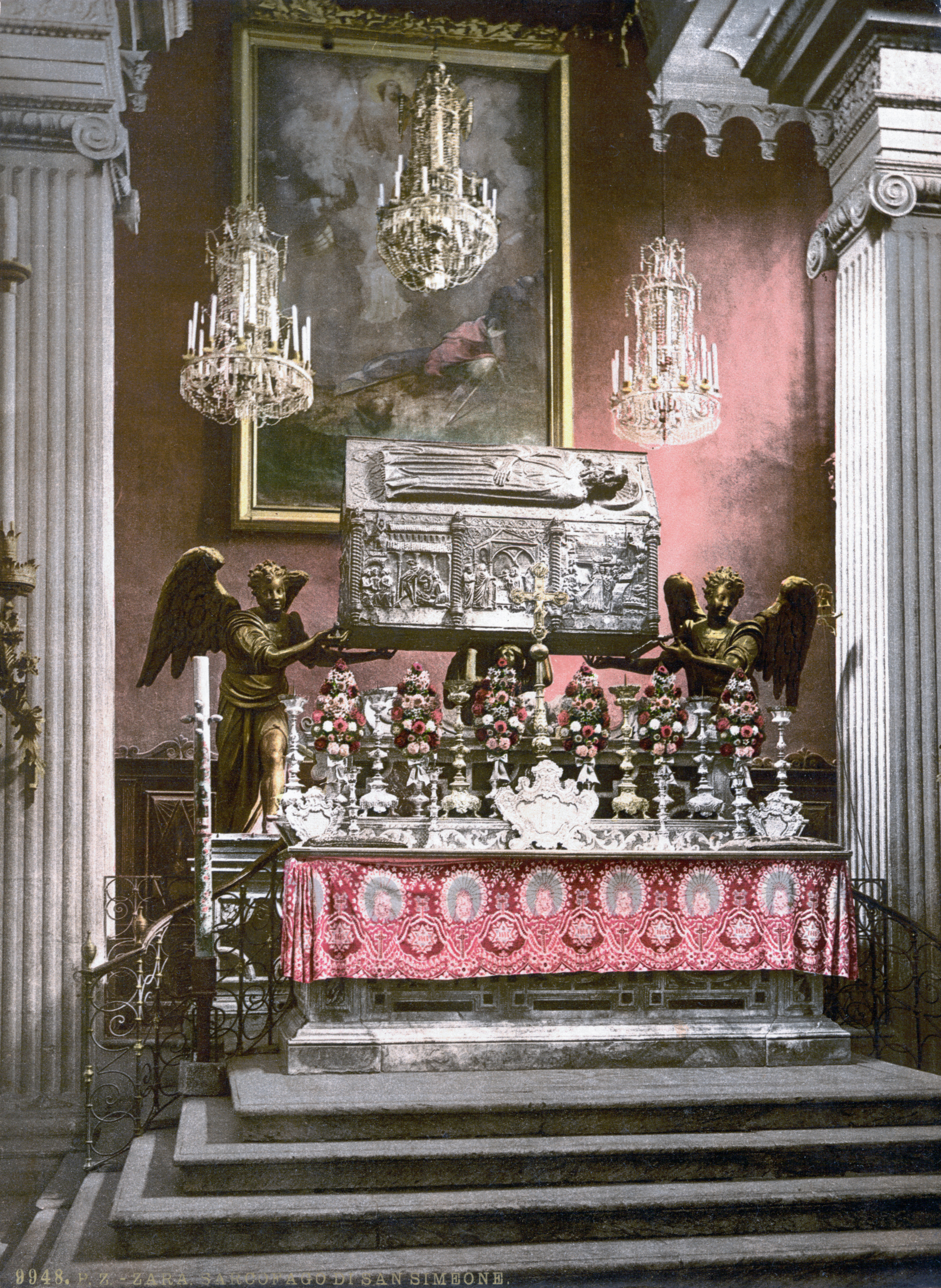
Cofre de San Simeón de 1380 en Zadar, fotografiado c. 1900

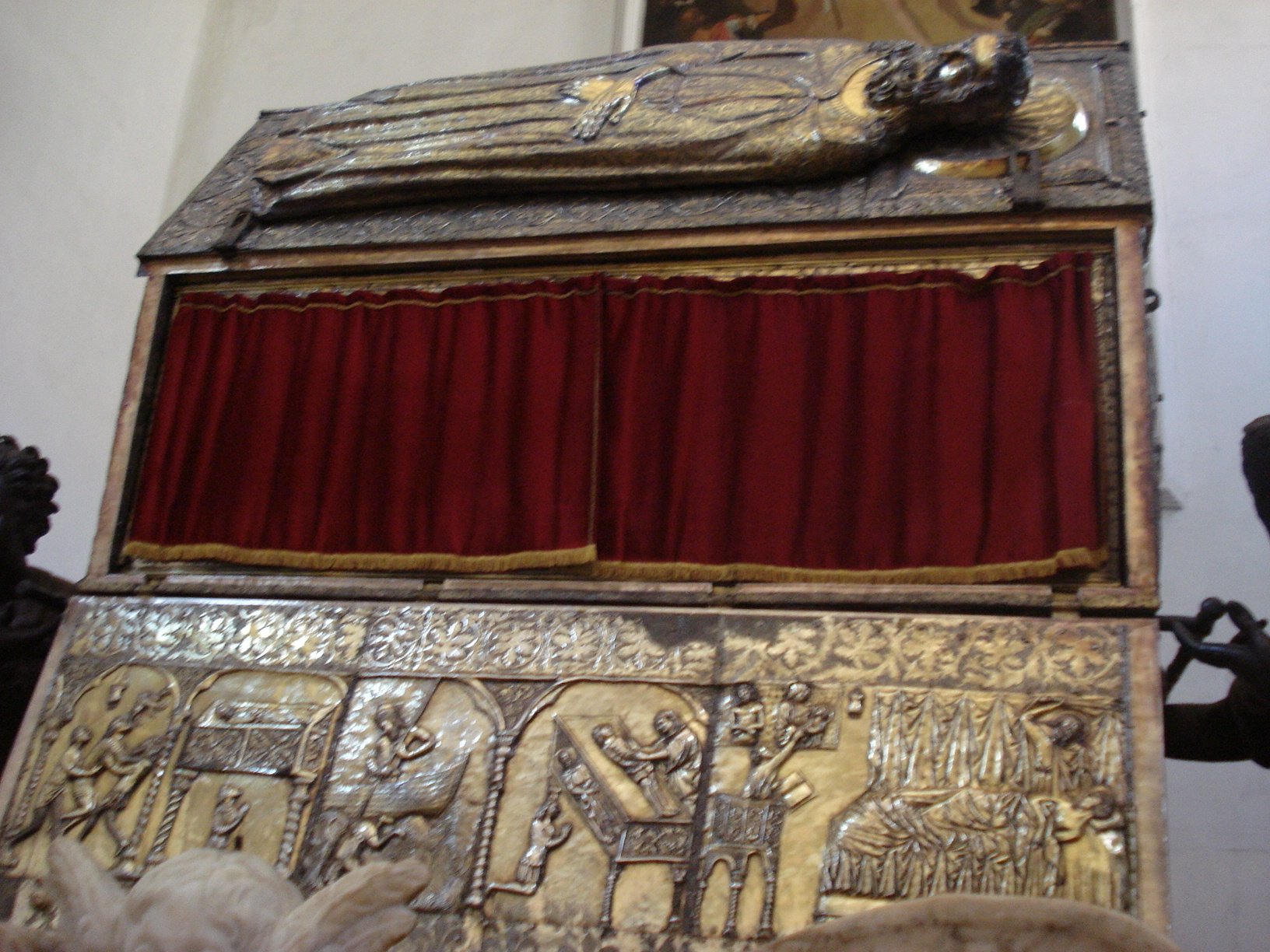
Cofre de San Simeón hoy

- El Encuentro de Nuestro Señor, Dios y Salvador Jesucristo (Iglesia ortodoxa)
- La venida del Hijo de Dios al Templo (Iglesia Apostólica Armenia)
- Fiesta de la Purificación de la Virgen (Iglesias católicas orientales)
- La Presentación del Señor (forma ordinaria del rito romano de la Iglesia católica)
- Fiesta de la Purificación de la Santísima Virgen María (1962 y formas anteriores del rito romano de la Iglesia Católica)
- La Presentación de Nuestro Señor Jesucristo en el Templo (Iglesia Episcopal de los Estados Unidos)
- Presentación de Nuestro Señor (Iglesia Evangélica Luterana en América)
- La Presentación de Cristo en el Templo (Iglesia Anglicana de Canadá)
- La Purificación de la Santísima Virgen María (Iglesia Anglicana de Canadá)
- La Presentación de Cristo en el Templo (Iglesia de Inglaterra y Iglesia Anglicana de Australia).

### Tres de febrero
Simeón el Justo se conmemora por derecho propio el 3 de febrero. En la Comunión Anglicana, Simeón no es venerado con una observancia festiva, y el 3 de febrero se reserva para reconocer a Anskar (801-865), misionero, Arzobispo de Hamburgo-Bremen y primer obispo de Suecia, 864.
En la tradición ortodoxa oriental, se conmemora a Simeón con Ana la profetisa el 3 de febrero en la Fiesta del Santo y Justo Simeón el Receptor de Dios y Ana la Profetisa.

### 16 de febrero
Mientras que tanto la Iglesia católica como la ortodoxa están de acuerdo en fijar la fecha de la Candelaria en el 40.º día después de Navidad (de acuerdo con la Ley mosaica), la diferencia en la señalización de la Navidad - 25 de diciembre resulta de una disputa teológica relacionada con la adopción del calendario gregoriano sobre el antiguo calendario juliano. Actualmente, el 25 de diciembre se celebra 13 días más tarde en el calendario juliano que en el gregoriano. La revisión gregoriana del calendario se produjo en 1582, mucho después del Gran Cisma entre las iglesias cristianas de Oriente y Occidente en 1054.
Como resultado, muchos cristianos ortodoxos celebran la «fiesta de San Simeón» el 16 de febrero. Como se ha mencionado anteriormente, la Iglesia Ortodoxa celebra a San Simeón el día después de la Fiesta de la Presentación, es decir, el 3 de febrero. Sin embargo, para las iglesias que siguen el tradicional calendario juliano, el 3 de febrero cae en el 16 de febrero del moderno calendario gregoriano.[cita requerida]
La Iglesia Apostólica Armenia celebra la Natividad de Cristo el 6 de enero, por lo que su celebración de la Presentación, que llaman La Venida del Hijo de Dios al Templo es el 14 de febrero.